# Joe (radio)
 (novembre 2023).
Pour les articles homonymes, voir Joe.
Joe, anciennement Joe FM, est une station de radio belge flamande privée appartenant au groupe Medialaan. Elle diffuse de la musique axée sur les années 1970, 1980 et 1990.
En 2013, selon les résultats de la vague 2013-2 du Centre d'information sur les médias, Joe FM a une part de marché de 5,41%.

## Historique

### 2001 - 2009: 4FM
En 2001, la radio indépendante 4FM devenait, avec Q-music (propriété de VMMa), une station de radio nationale privée pour la Région flamande, mais 4FM existait déjà depuis bien longtemps sur le câble. En diffusant notamment de la musique des années 1980, les 26 fréquences de 4FM atteignaient, à la fin de 2004, environ 6 % d'auditeurs de la Région flamande. La radio a été reprise en 2005 par le groupe néerlandais Talpa Media de John de Mol.
Le 2 mai 2007, 4FM fut rachetée par VMMa (depuis 2014 : Medialaan). En conséquence, le paysage radiophonique national est dominé par deux groupes, la VRT avec les radios publiques (Radio 1, Radio 2, MNM, Studio Brussel, Klara et RVi), et Medialaan avec les radios privées Q-Music et 4FM.
Le 1er octobre 2007, 4FM introduisit un nouveau slogan : « Enjoy the Music » (« Profitez de la musique »). Depuis lors, la radio s'est concentrée davantage sur la musique. Il y avait par exemple tous les jours de 9 h à 17 h de la musique non-stop avec parfois quelques brèves interventions des animateurs John Henneman, Tony Talbert et Jan Bosman.
Le 19 février 2009, la direction de 4FM annonça que le nom de la station serait désormais « Joe FM ». Joe FM a comme nouveau slogan The Smile, The Music (« Le sourire, la musique »).

### Depuis 2009: Joe FM / Joe
Le 1er avril 2009, Joe FM prend la place de 4FM.
En août 2012, Joe FM a subi quelques changements. Un nouveau slogan « Your Greatest Hits! » (« Vos meilleurs succès ! ») a été introduit et plusieurs nouveaux programmes ont été lancés.
Le 16 août 2016, la radio change de nom, supprimant son suffixe « FM » et étant raccourci en « Joe ».
Depuis 2020, Joe est diffusé certaines matinées sur la chaîne de télévision CAZ 2, qui a succédé à VTM Kids Jr.

## Identité de la station

### Logos

Logo de Joe FM du 1er avril 2009 au 16 août 2016
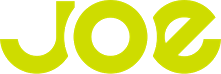
Logo de Joe depuis le 16 août 2016

## Diffusion
Joe FM diffuse ses programmes sur la bande FM en s'appuyant, selon les zones géographiques, sur les fréquences d'émissions suivantes :
- Alost : 104,2 MHz
- Anvers : 103,4 MHz
- Beringen : 98,4 MHz
- Brée: 93,5 MHz
- Brussegem: 95,6 MHz
- Bruxelles: 103,4 MHz
- Diest: 103,3 MHz
- Egem: 104,1 MHz
- Geel: 93,5 MHz
- Genk: 103,4 MHz
- Gand: 92,8 MHz
- Herzele: 90,9 MHz
- Heusden-Zolder: 88,8 MHz
- Holsbeek: 90,3 MHz
- Kasterlee: 91,4 MHz
- Leeuw-Saint-Pierre: 95,5 MHz
- Louvain: 99,7 MHz
- Lommel: 103,7 MHz
- Malines: 96,7 MHz
- Ninove: 99,7 MHz
- Saint-Nicolas: 93,5 MHz
- Saint-Trond: 89,2 MHz
- Tamise: 93,5 MHz
- Termonde: 92,2 MHz
- Tongres: 89,1 MHz
- Turnhout: 90,6 MHz
- Westwesel: 103,7 MHz